# Tréjouls
 Tréjouls  es una población y comuna francesa, en la región de Mediodía-Pirineos, departamento de Tarn y Garona, en el distrito de Castelsarrasin y cantón de Lauzerte.

## Demografía
| 296 | 286 | 272 | 242 | 245 | 260 |
| Para los censos de 1962 a 1999 la población legal corresponde a la población sin duplicidades (Fuente: INSEE [Consultar]) |     |     |     |     |     |